# Anne Briand
Anne Briand (Mulhouse, 2 giugno 1968) è un'ex biatleta francese.
È moglie di Stéphane Bouthiaux, a sua volta biatleta di alto livello.

## Biografia
Originaria di Les Hôpitaux-Neufs, ha iniziato a praticare biathlon a livello agonistico nel 1990. È stata una delle migliori atlete dei primi anni novanta: ha partecipato con successo ai Giochi olimpici invernali di Albertville 1992 e Lillehammer 1994, vincendo l'oro nella staffetta di Albertville e due anni dopo l'argento nell'individuale, dietro alla canadese Myriam Bédard, e il bronzo nella staffetta.
Ai Mondiali ha vinto sette medaglie: due d'oro, nella gara a squadre di Borovec 1993 e nella sprint di Anterselva 1995, tre d'argento, tutti nelle staffette, e due di bronzo, entrambe nelle gare a squadre. Nel 1995 ad Anterselva ha perso la medaglia d'oro nell'individuale, gara vinta dalla compagna di squadra Corinne Niogret, a causa di tre errori commessi al tiro: è arrivata 6ª.
In Coppa del Mondo, pur non vincendo molte gare, è riuscita a vincere la classifica generale nel 1994-1995, ad arrivare 2ª nel 1991-1992 e 3ª nel 1992-1993 e nel 1993-1994.

## Palmarès

### Olimpiadi
- 3 medaglie:
  - 1 oro (staffetta ad Albertville 1992)
  - 1 argento (individuale[2] a Lillehammer 1994)
  - 1 bronzo (staffetta[2] a Lillehammer 1994)

### Mondiali
- 7 medaglie:
  - 2 ori (gara a squadre[2] a Borovec 1993; sprint[2] ad Anterselva 1995)
  - 3 argenti (staffetta a Borovec 1993[2]; staffetta[2] ad Anterselva 1995; staffetta[2] a Ruhpolding 1996)
  - 2 bronzi (gara a squadre[2] ad Anterselva 1995; gara a squadre[2] a Ruhpolding 1996)

### Coppa del Mondo
- Vincitrice della Coppa del Mondo nel 1995
- 12 podi (10 individuali, 2 a squadre[3]), oltre a quelli conquistati in sede olimpica e iridata e validi anche ai fini della Coppa del Mondo:
  - 5 vittorie (individuali)
  - 3 secondi posti (2 individuali, 1 a squadre)
  - 4 terzi posti (3 individuali, 1 a squadre)

#### Coppa del Mondo - vittorie
| Data             | Località    | Nazione  | Specialità |
| ---------------- | ----------- | -------- | ---------- |
| 17 dicembre 1992 | Pokljuka    | Slovenia | IN         |
| 16 dicembre 1993 | Pokljuka    | Slovenia | IN         |
| 20 gennaio 1994  | Anterselva  | Italia   | IN         |
| 8 dicembre 1994  | Bad Gastein | Austria  | IN         |
| 21 gennaio 1995  | Oberhof     | Germania | SP         |

Legenda:

IN =individuale

SP = sprint